# Élections aux conseils d'arrondissement de 1871 dans la Somme
Les élections aux conseils d'arrondissement de 1871 ont eu lieu le 8 et 15 octobre 1871.

## Résultats à l'échelle du département

### Évolution
| Partis                    | Partis                                    | Conseillers sortants | Conseillers élus | Évolution |
| ------------------------- | ----------------------------------------- | -------------------- | ---------------- | --------- |
|                           | Bonapartistes                             | 40                   | 16               | 24        |
|                           | Monarchistes (Légitimistes - Orléanistes) | 4                    | 9                | 5         |
| Total Droite monarchique  | Total Droite monarchique                  | 44                   | 25               | 19        |
|                           | Républicains modérés                      | 5                    | 16               | 11        |
|                           | Républicains radicaux                     | 0                    | 1                | 1         |
| Total Gauche républicaine | Total Gauche républicaine                 | 5                    | 17               | 12        |
|                           | Conservateurs libéraux                    | 2                    | 9                | 7         |
| Total Centre conservateur | Total Centre conservateur                 | 2                    | 9                | 7         |

## Arrondissement d'Amiens

### Résultats
| Série | Canton            | Conseiller sortant            | Étiquette    | Candidat élu          | Étiquette    |
| ----- | ----------------- | ----------------------------- | ------------ | --------------------- | ------------ |
| 1     | Amiens-Nord-Ouest | Eugène Duflos                 | Libéral      | Eugène Duflos         | Libéral      |
| 1     | Amiens-Sud-Est    | Charles Feuilloy              | Bonapartiste | M. Dournel            | Libéral      |
| 1     | Conty             | Jules Lequien                 | Bonapartiste | Pierre Couturier      | Bonapartiste |
| 1     | Corbie            | Charles-Antoine Delambre      | Bonapartiste | Jean-Baptiste Sagnier | Rép.         |
| 1     | Hornoy-le-Bourg   | Pierre Peltot                 | Rép.         | Pierre Peltot         | Rép.         |
| 1     | Molliens-Vidame   | Arsène Gambier                | Bonapartiste | Auguste Machy         | Rép.         |
| 2     | Amiens-Nord-Est   | Alphonse Ponthieu             | Bonapartiste | Alphonse Ponthieu     | Bonapartiste |
| 2     | Amiens-Sud-Ouest  | Edouard Duvette               | Bonapartiste | A. Roger              | Libéral      |
| 2     | Sains             | Alexandre Jumel               | Bonapartiste | Edmond d'Hangest      | Monarchiste  |
| 2     | Oisemont          | Antoine Masson de Fresneville | Bonapartiste | Gédéon Feuilloy       | Rép.         |
| 2     | Picquingy         | Albéric Dompierre d'Hornoy    | Monarchiste  | Louis Fourgeron       | Libéral      |
| 2     | Poix-de-Picardie  | Alfred Decrept                | Bonapartiste | Alfred Decrept        | Bonapartiste |
| 2     | Villers-Bocage    | Constant Cavillon *           | Bonapartiste | Léon Poujol           | Bonapartiste |

*Conseillers d'arrondissement sortants ne se représentant pas

## Arrondissement d'Abbeville

### Résultats
| Série | Canton                 | Conseiller sortant                   | Étiquette    | Candidat élu                     | Étiquette    |
| ----- | ---------------------- | ------------------------------------ | ------------ | -------------------------------- | ------------ |
| 1     | Abbeville-Sud          | Josse Acoulon                        | Bonapartiste | Alfred de Monnecove              | Monarchiste  |
| 1     | Ault                   | Louis Bisson de la Roque             | Monarchiste  | Joseph Depoilly                  | Libéral      |
| 1     | Crécy-en-Ponthieu      | Charles Sombret                      | Bonapartiste | Pierre Roussel                   | Rép.         |
| 1     | Hallencourt            | Alfred Hecquet de Beaufort           | Bonapartiste | Léon de Bonnault d'Houët         | Monarchiste  |
| 1     | Moyenneville           | Rieul de Bellengreville              | Bonapartiste | Rieul de Bellengreville          | Bonapartiste |
| 1     | Rue                    | Aimé Loisel                          | Rép.         | Aimé Loisel                      | Rép.         |
| 2     | Abbeville-Nord         | Claude Beaucousin                    | Bonapartiste | Henry Van Robais                 | Monarchiste  |
| 2     | Ailly-le-Haut-Clocher  | Charles des Cressonnières-Dumoulin * | Libéral      | Ferdinand du Maisniel de Saveuse | Monarchiste  |
| 2     | Gamaches               | Arthur Delattre *                    | Rép.         | Modeste Devismes                 | Libéral      |
| 2     | Nouvion                | Ernest Tillette de Buigny            | Monarchiste  | Louis Froment                    | Rép.         |
| 2     | Saint-Valery-sur-Somme | Jules Brulé *                        | Rép.         | Auguste Hocquet                  | Rép.         |

*Conseillers d'arrondissement sortants ne se représentant pas

## Arrondissement de Doullens

### Résultats
| Série | Canton             | Conseiller sortant | Étiquette    | Candidat élu       | Étiquette    |
| ----- | ------------------ | ------------------ | ------------ | ------------------ | ------------ |
| 1     | Acheux-en-Amiénois | Louis Renard       | Bonapartiste | Jules Bienaimé     | Monarchiste  |
| 1     | Acheux-en-Amiénois | Eugène Dejardins   | Bonapartiste | Eugène Dejardins   | Bonapartiste |
| 1     | Domart-en-Ponthieu | Charles Wablé      | Bonapartiste | Eugène Luce        | Rép.         |
| 1     | Domart-en-Ponthieu | Alphonse Boquet    | Rép.         | Alphonse Boquet    | Rép.         |
| 2     | Bernaville         | Ferdinand Mercier  | Bonapartiste | Ferdinand Mercier  | Bonapartiste |
| 2     | Bernaville         | Sabin Vasseur      | Bonapartiste | Jules Dezoteux     | Monarchiste  |
| 2     | Doullens           | Hyppolite Renard   | Bonapartiste | Achille Bouthors   | Rép.         |
| 2     | Doullens           | Isidore Faux       | Bonapartiste | Joseph Degove      | Rép.         |
| 2     | Doullens           | Victor Sydenham    | Bonapartiste | Édouard Carpentier | Rép.         |

*Conseillers d'arrondissement sortants ne se représentant pas

## Arrondissement de Montdidier

### Résultats
| Série | Canton               | Conseiller sortant                | Étiquette    | Candidat élu                   | Étiquette    |
| ----- | -------------------- | --------------------------------- | ------------ | ------------------------------ | ------------ |
| 1     | Montdidier           | Joseph Hanquez                    | Bonapartiste | Félix Pillon                   | Libéral      |
| 1     | Montdidier           | Constantin Boullenger             | Bonapartiste | Augustin Triboulet             | Libéral      |
| 1     | Moreuil              | Jean-Baptiste Plé                 | Bonapartiste | Camille Goret                  | Rad.         |
| 1     | Moreuil              | Dominique Beaurepaire de Louvagny | Bonapartiste | Achille Debailly               | Monarchiste  |
| 2     | Ailly-sur-Noye       | Oswald de Fransures               | Bonapartiste | Oswald de Fransures            | Bonapartiste |
| 2     | Rosières-en-Santerre | Honoré Tassart-Hadengue           | Bonapartiste | Alfred Tassart                 | Libéral      |
| 2     | Rosières-en-Santerre | Gonzalve du Bos                   | Bonapartiste | Gonzalve du Bos                | Bonapartiste |
| 2     | Roye                 | Henri Bertin                      | Bonapartiste | Henri Bertin                   | Bonapartiste |
| 2     | Roye                 | Charles Boudoux d'Hautefeuille    | Bonapartiste | Charles Boudoux d'Hautefeuille | Bonapartiste |

*Conseillers d'arrondissement sortants ne se représentant pas

## Arrondissement de Péronne

### Résultats
| Série | Canton         | Conseiller sortant | Étiquette    | Candidat élu      | Étiquette    |
| ----- | -------------- | ------------------ | ------------ | ----------------- | ------------ |
| 1     | Albert         | Guislain Collé     | Bonapartiste | Firmin Lenoir     | Monarchiste  |
| 1     | Chaulnes       | Pierre Desmarquay  | Bonapartiste | Pierre Desmarquay | Bonapartiste |
| 1     | Ham            | Charles Allart     | Monarchiste  | Émile Vavasseur   | Rép.         |
| 1     | Péronne        | André Petit *      | Bonapartiste | Louis Vasset      | Bonapartiste |
| 2''   | Bray-sur-Somme | Gustave Delacourt  | Bonapartiste | Gustave Delacourt | Bonapartiste |
| 2''   | Combles        | Lucien Guillemont  | Bonapartiste | Lucien Guillemont | Bonapartiste |
| 2''   | Nesle          | Étienne Dersu      | Bonapartiste | Louis Magniez     | Rép.         |
| 2''   | Roisel         | Jean Noé           | Bonapartiste | Jean Noé          | Bonapartiste |
| 2''   | Roisel         | Émile Roland       | Bonapartiste | Charles Coutte    | Rép.         |

*Conseillers d'arrondissement sortants ne se représentant pas